# Amyntas III van Macedonië
Amyntas III of Amintas III, Oudgrieks: Ἀμύντας, Amýntas, zoon van Arrhidaeus van Macedonië, achterkleinzoon van Alexander I van Macedonië, uit het huis van de Argeaden, was koning van Macedonië in 393 en na een onderbreking van 392 tot 370 v.Chr. Macedonië telde al voor en aan het begin van de regering van Amyntas III bijna niet meer mee op het politieke toneel en doorleefde een sterke economische terugval ten gevolge van de steeds grotere interne conflicten. Het lukte Amyntas III maar ternauwernood verschillende invasies te overleven door regenten of naburige Griekse poleis of stadstaten om hulp te vragen. Deze zouden daarna wel een sterke invloed op de toekomst van het land uitoefenen.
Amyntas III was de kleinzoon van de vijfde zoon van Alexander I van Macedonië en werd na de dood van Pausanias van Macedonië 393 v.Chr. gekozen tot zijn opvolger. Hij regeerde de eerste keer niet lang, omdat de twee zonen van Archelaus I, Argaeus II van Macedonië en Pausanias tegen hem in opstand kwamen en het hun lukte met hulp van Illyrië hem te verjagen. Amyntas III kreeg echter hulp van Thessalië en zo wist hij na een jaar de troon te heroveren. Hij liet Argaeus en Pausanias verbannen en herstelde de banden met de andere tak van de familie door zijn dochter Eurynoe uit te huwelijken aan Ptolemaeus I van Macedonië. Hierna kon hij 22 jaar ongestoord en vredig regeren en was er sprake van een sterke heropleving van de macht van Macedonië. Amyntas III kreeg bij zijn tweede vrouw Eurydice I van Macedonië drie kinderen die allemaal koning zouden worden: Alexander II van Macedonië, Perdiccas III van Macedonië en Philippus II van Macedonië. Zo was hij ook grootvader van Amyntas IV van Macedonië en de legendarische Alexander de Grote. Amyntas III stierf in 370 v.Chr. vredig in zijn bed en werd door zijn oudste zoon Alexander II opgevolgd.

## Antieke bronnen
- Diodoros van Sicilië, XIV 89.2, 92.3-4, XV 19.2-23.3, 60.2-3.
- Marcus Iunianus Iustinus, VII 4.3-8.
- Pausanias, I 6 § 8; V 20 § 10.
- Strabon, Geographika VII 3 § 18 (307e).